# Републички центар за истраживање рата, ратних злочина и тражење несталих лица
Републички центар за истраживање рата, ратних злочина и тражење несталих лица је републичка управна организација у оквиру Министарства правде, Владе Републике Српске.
Сједиште институције налази се у Бањој Луци на адреси Трг јасеновачких жртава бр. 4.

## Историјат
Институције Републике Српске су се током рата 1992—1995. бавиле истраживањем и прикупљањем документације о почињеним ратним злочинима. Организованији приступ истраживању и документовању ратних злочина почиње оснивањем Документационог центра за истраживање ратних злочина и Бироа Владе Републике Српске за односе са Међународним кривичним судом за ратне злочине у Хагу (2001. године).
1. јануар 2003. године почиње са радом Републички секретаријат за односе са Међународним кривичним судом у Хагу и истраживање ратних злочина, који је формиран Законом о министарствима.[3] Секретаријат је објединио рад претходне двије институције са Комисијом за тражење несталих и заробљених лица Републике Српске.
2. 16. јул 2003. године, Комисија за тражење несталих и заробљених лица Републике Српске се издваја из састава Секретаријата.
3. децембар 2008. године основан је Републички центар за истраживање ратних злочина[4] као републичка управна организација у саставу Министарства правде Владе Републике Српске. Новоформирани Центар је реорганизован из Републичког секретаријата за односе са МКСЈ у Хагу и истраживање ратних злочина.

Економском политиком Републике Српске за 2013. годину предвиђено је спајање Оперативног тима Републике Српске за тражење несталих лица и Републичког центра за истраживање ратних злочина, након чега је и формално правно, доношењем Закона о измјенама Закона о Републичкој управи, основана нова републичка управна организација под називом Републички центар за истраживање рата, ратних злочина и тражење несталих лица, који је почео са радом 1. јануар 2013. године.

## Правни и административни оквир
Закони на којима се базира рад Републичког центра за истраживање рата, ратних злочина и тражење несталих лица:
- Закон о измјени Закона о републичкој управи;[6]
- Закон о Влади Републике Српске;[7]
- Закон о републичкој управи;[8]
- Закон о државним службеницима;[9]
- Закон о сарадњи Републике Српске за Међународним кривичним судом за бившу Југославију у Хагу;[10]
- Резолуција о сарадњи са Међународним судом за ратне злочине почињене на простору бивше Југославије са сједиштем у Хагу;[11]

## Организација
Центром руководи директор у складу са Законом о републичкој управи и Законом о државним службеницима. Директор своја права и обавезе остварује у складу са законом. Од 09.02 2023. године директор Републичког центра за истраживање рата, ратних злочина и тражење несталих лица је Виктор Нуждић. Радом одјељења руководи начелник одјељења, а радом одсјека руководи руководилац одсјека.
Правилником о унутрашњој организацији и систематизацији радних мјеста у Републичком центру за истраживање рата, ратних злочина и тражење несталих лица утврђено је да се послови из дјелокруга Центра, утврђени Законом о републичкој управи и другим законима и обављају у оквиру сљедећих унутрашњих организационих јединица:
- Одјељење за истраживање рата у чијем се саставу налази:
  - Одсјек за ратне злочине,
  - Одсјек за обраду података и документације;
- Одјељење за меморијализацију, културу сјећања и памћења;
- Одјељење за сарадњу са невладиним организацијама у чијем се саставу налази:
  - Одсјек за рад са жртвама и породицама жртава рата;
- Одјељење за тражење несталих лица и
- Одјељење за правне, финансијске и опште послове у чијем се саставу налази:
  - Одсјек за финансије.

## Дјелатности
Републички центар за истраживање рата, ратних злочина и тражење несталих лица обавља стручне и друге послове који се односе на:
- истраживање, прикупљање, документовање, обраду, класификацију, презентовање и архивирање документационе и друге грађе о Одбрамбено-отаџбинском рату, другим ратовима из периода 20. вијека на простору бивше Југославије, геноциду у Независној држави Хрватској, ратним злочинима, злочинима почињеним против човјечности и вриједности заштићених међународним правом, као и другим догађајима на простору Босне и Херцеговине и бивше Југославије, њиховим узроцима, посљедицама, те појавама и механизмима који доводе до њих или их сузбијају и спрјечавају;
- истраживање кључних догађаја и злочина из историјског, војног, правног, социолошког, политичког, економског и психолошког аспекта, као и других аспеката од значаја за објективно сагледавање ових догађаја;
- утврђивање, предлагање и координисање базних аспеката политика памћења, меморијализације, културе сјећања и памћења;
- стручно оспособљавање заинтересованих и циљаних група и јавности;
- анализу почињених злочина, утврђивање истине за поједине догађаје и личности и прошлости и других релевантних догађаја, њихову обраду, верификацију и вредновање.
- формирање и развој база података и службених евиденција о догађајима и њиховим посљедицама и о кривичним предметима ратних злочина;
- издавање увјерења, односно других исправа (потврда и др.) о чињеницама о којима води службену евиденцију;
- припрему статистичких и других података о резултатима истраживања;
- сарадњу са сличним институцијама и органима, органима правосуђа и организацијама и владиним и невладиним и другим организацијама и појединцима у земљи и иностранству;
- презентовање и публиковање резултата истраживања и других активности.
- координацију активности сарадње органа Републике Српске са Механизмом за међународне кривичне судове у Хагу у складу са чланом 2. тачка 8 Устава БиХ и Статутом Механизма за међународне кривичне судове у Хагу;
- предлагање Влади аката у вези са истраживањем злочина и сарадњом са Механизмом за међународне кривичне судове у Хагу;
- пружање помоћи тимовима одбране лица оптужених за почињене ратне злочине;
- евидентирање, вођење и ажурирање базе података о несталим лицима и њиховим породицама;
- лоцирање мјеста страдања несталих лица, масовних, појединачних и измјештених гробница на територији БиХ, Републике Хрватске и Републике Србије;
- достављање података о потенцијалним гробницама надлежним тужилаштвима,
- вођење евиденције о члановима породица несталих лица која су/нису дали крв за ДНК анализу;
- праћење ексхумације гробница несталих лица према позиву надлежних органа,
- успостављање оперативне сарадње са свим институцијама, удружењима и породицама несталих;
- информисање надлежног тужилаштва о евентуално нађеним гробницама несталих лица која нису евидентирана у бази података;
- сарадњу са свим породицама и удружењима несталих лица у Републици Српској и ван Републике Српске, организовање и позивање породица несталих лица на идентификацију.
- организовање почасних испраћаја и предају породицама идентификованих тијела;
- израду фото-документације мјеста на којем се налази гробница несталих лица;
- учешће у форензичкој обради пронађених тијела;
- проналажење свједока и рад са њима
- коришћење и одржавање објеката намијењених за обдукцију.
- смјештај и чување идентификованих и неидентификованих тијела несталих лица.
- вођење евиденције о несталим лицима.
- друге послове у складу са законом и другим прописима.[12]

## Архива и база података
Када је у питању рад Центра који се односи на истраживање, документовање и анализирање рата и ратних злочина, који су почињени на простору Босне и Херцеговине у периоду 1992—1995. године, константно се наставља са прикупљањем и архивирањем релевантне документације о страдању лица српске националности, а у циљу прикупљања што потпунијих сазнања и информација о догађајима и жртвама које се превасходно односе на мјесто, околности и вријеме страдања.
У Центру постоји архив који садржи обимну документацију у писаном и дигиталном облику, а до које се, прије свега, дошло ангажовањем сопствених капацитета, те уз помоћ других републичких органа, а документација је прикупљана и од невладиних и других организација и појединаца. Конкретно, документација обухвата: изјаве свједока, документа цивилних и војних органа власти, релевантну документацију правосудних органа, записнике, службене забиљешке, медицинску документацију и експертизе, фото-документацију и бројне друге документе.
Обрађени и скенирани документи који се односе на жртве, околности страдања и извршиоце уносе се у електронску базу Центра, те се ажурни подаци користе у истраживањима и достављају на коришћење другим овлашћеним институцијама, организацијама и појединцима. Електронска база се посебно користи за Пројекат пописа српских жртава рата у БиХ.
У Центру постоји обиман видео материјал, који је до сада коришћен у истраживању, а у сарадњи са медијским кућама дијелом је презентован и јавности. У архиви Центра се налази велики број ВХС касета, ЦД-ова и DVD-ова са тематиком из Одбрамбено-отаџбинског рата. Видео материјал се константно допуњава на основу праћења медијских садржаја који обухватају предмет истраживања Центра.

## Издаваштво
У претходном периоду Републички центар за истраживање рата, ратних злочина и тражење несталих лица је издао више монографија, студија, анализа и публикација. Публикације издане од реорганизације центра 2013. године су:
- Павловић, Милан (2022). Ратне приче. Бања Лука: Републички центар за истраживање рата, ратних злочина и тражење несталих лица. ISBN 978-99976-939-9-0.
- Јеремић, Милан; Борковић, Никола, ур. (2022). Дјеца жртве рата : 1991-1995. Бања Лука: Републички центар за истраживање рата, ратних злочина и тражење несталих лица. ISBN 978-99976-939-8-3.
- Војска Републике Српске = The Republic of Srpska Army. Бања Лука: Републички центар за истраживање рата, ратних злочина и тражење несталих лица. 2022. ISBN 978-99976-939-7-6.
- Цупаћ, Предраг (2021). Свјетлост у тами : монографија о погинулим и умрлим борцима са територије општине Босански Петровац у Одбрамбено-отаџбинском рату. Бања Лука: Републички центар за истраживање рата, ратних злочина и тражење несталих лица. ISBN 978-99976-939-5-2.
- Чавошки, Коста (2021). Изругивање праву и правди : суђење Радовану Караџићу у Хагу. Бања Лука: Републички центар за истраживање рата, ратних злочина и тражење несталих лица. ISBN 978-99976-939-6-9.
- Гаврић, Милан (2021). Гробови говоре истину : Осињска српска лака пјешадијска бригада. Бања Лука: Републички центар за истраживање рата, ратних злочина и тражење несталих лица. ISBN 978-99976-939-2-1.
- Латиновић, Горан (2021). Студентска бригада Војске Републике Српске : (1994-1995). Бања Лука: Универзитет Бања Лука и Републички центар за истраживање рата, ратних злочина и тражење несталих лица. ISBN 978-99976-49-14-0.
- Одсудна одбрана : митровданске офанзиве на источну Херцеговину 1992. и 1994. године, Предраг Лозо, Републички центар за истраживање рата, ратних злочина и тражење несталих лица, Бања Лука,2021.  978-99976-939-4-5.
- Пантелић, Жељко (2021). Ничији војници : у сарајевском паклу 1992. године. Бања Лука: Републички центар за истраживање рата, ратних злочина и тражење несталих лица. ISBN 978-99976-939-1-4.
- Жртве одбрамбено-отаџбинског рата. Бања Лука: Републички центар за истраживање рата, ратних злочина и тражење несталих лица. 2019. ISBN 978-99976-730-8-4.
- Матић, Мирко (2020). 30. пјешадијска дивизија Војске Републике Српске. Бања Лука: Републички центар за истраживање рата, ратних злочина и тражење несталих лица. ISBN 978-99976-730-9-1.
- Шта су скривиле? : Страдање беба у Клиничко-болничком центру Бања Лука, у мају и јуну 1992., Никола Борковић,Републички центар за истраживање рата, ратних злочина и тражење несталих лица, Бања Лука 2019. 344 стр. илустр. 25 cm.  978-99976-730-6-0.[14]
- 2. крајишки корпус Војске Републике Српске, Душан Кукобат и Бојан Димитријевић, Републички центар за истраживање рата, ратних злочина и тражење несталих лица, Бања Лука 2019. 295 стр. илустр. 24 cm.  978-99976-730-5-3.[15]
- Битка за Сребреницу — рат за цивилизацију, Павловић Душан, Републички центар за истраживање рата, ратних злочина и тражење несталих лица, Бања Лука 2018. 389 стр. илустр. 25 cm.  978-99976-730-4-6.
- Република Српска у Одбрамбено-отаџбинском рату, историјски преглед. 2. измјењено издање Републички центар за истраживање рата, ратних злочина и тражење несталих лица, Аутори: Илић Драгослав, Јанковић Марко, Михаљевић Милена, Радаковић Борис, Лозо Предраг, Цвијановић Мирко, Малешевић Неђо, Павловић Душан, Рудић Јовица. Бања Лука 2018. Друго измјењено и допуњено издање, 525 стр. : фотогр. ; 24 cm.  978-99976-730-1-5. (прво издање изашло је у децембру 2017. године)
- Страдање Српчана на озренско-возућком ратишту, Аутори: Виктор Нуждић, Дарио Новковић, Мирослав Љубојевић, Републички центар за истраживање рата, ратних злочина и тражење несталих лица ; Србац : Општина : Борачка организација Општине, Бања Лука 2018. 170 стр. : илустр. ; 24 cm.  978-99976-730-3-9.
- Намјерном силом на Републику Српску, Аутори: Милорад Којић, Невенко Врањеш, Виктор Нуждић и Дарио Новковић,; превод на енглески Лидија Дангубић, Републички центар за истраживање рата, ратних злочина и тражење несталих лица, Бања Лука 2017. српски, енглески. 413 стр. : илустр. ; 27 cm.  978-99955-622-9-8.
- Наша исповијест, Жене жртве рата из Републике Српске 1992—1995, приредили Александар Врањеш, Бојана Миодраговић; Изд. Удружење жена жртава рата Републике Српске, Републички центар за истраживање рата, ратних злочина и тражење несталих лица Владе Републике Српске ; Београд : Установа за унапређење економске, научно-техничке, културне и спортске сарадње између Републике Српске и Републике Србијe, Бања Лука, Београд 2016. српски, енглески, 435 стр. : илустр. ; 28 cm.  978-86-80248-03-5.
- Страдање Срба у посљедњој деценији 20. вијека, Зборник радова са Округлог стола, Републички центар за истраживање рата, ратних злочина и тражење несталих лица, Републичка организација породица заробљених и погинулих бораца и несталих цивила Републике Српске, 236 стр. : илустр. ; 25 cm Бања Лука. 2018.  978-99976-730-2-2.
- Диверзија на тузланском тргу "Капија" ,Илија Бранковић,Републички центар за истраживање рата, ратних злочина и тражење несталих лица : Фондација "Правда за генерала Новака Ђукића", Бања Лука 2017, 428 стр, илустр. ; 25 cm; 978-99955-622-7-4.
- Правосудна неистина, Милан Благојевић, [превод на енглески Лидија Дангубић], Републички центар за истраживање рата, ратних злочина и тражење несталих лица, Бања Лука. 2017.  978-99955-622-8-1.
- Политичка анатомија једне пресуде (ментална десупстанцијализација Републике Српске),Милан Благојевић [превод на енглески Лидија Дангубић], 276 стр. ; 21 cm, Републички центар за истраживање рата, ратних злочина и тражење несталих лица, Бања Лука. 2016.  978-99955-622-6-7.

Прије реорганизације из 2013. године Центар је издао и:
- Свједоци говоре о ратним злочинима над Србима у општини Високо 1992 – 1995; Агресија Републике Хрватске на општине у Републици Српској: Нови Град, Костајницу и Козарску Дубицу у септембру 1995, Уна 1995; Агресија Републике Хрватске на Републику Српску – окупација општине Мркоњић Град, септембар 1995 – фебруар 1996; Војска Републике Српске у Одбрамбено-отаџбинском рату,(аспекти – организација – операције), Зборник радова; Доказ ФАЦТА, Рат у Босни и Херцеговини, Сарајево, Зборник радова, број 1; Континуитет стартишта и логора; Ратни злочини према Србима и ЈНА прије оружаних сукоба и током 1992. године; Демографски губици у БиХ 1991-2011. са картама.

## Сарадња са другим институцијама и појединцима
Народна скупштина Републике Српске донијела је одлуку 2018. године да се мандат Центра са активности везаних за Одбрамбено-отаџбински рат прошири на ратове и страдање у цијелом 20. вијеку. У Бањалуци је 28.11.2018. године потписан Меморандум о сарадњи у области успостављања и очувања културе сјећања и памћења у Републици Српској, на који су се обавезали Републички центар за истраживање рата, ратних злочина и тражење несталих лица, Републички педагошки завод и Филозофски факултет бањалучког Универзитета. Представник Републичког центра за истраживање рата, ратних злочина и несталих лица руководи Координационим тимом за успостављање и очување културе памћења у Републици Српској који формиран потписивањем овог меморандума.
Протокол о сарадњи Радио-телевизије Републике Српске и Републичког центра за истраживање рата, ратних злочина и тражење несталих лица потписали су 30. јануар 2019. године вршилац дужности директора Центра Милорад Којић и генерални директор РТРС-а, Драшко Милиновић. Потписивање протокола између двије републичке институције је само наставак сарадње која је постојала и у претходном периоду. Суштина и циљ овог протокола јесте да се заједнички ради на изградњи културе сјећања и памћења, кроз медијско извјештавање и одређене документарне садржаје РТРС-а на тему из протеклог одбрамбено-отаџбинског рата, а уз стручне капацитете Републичког центра. Са овим протоколом је заокружен један комплетан систем. У складу са тим планирано је да стручно особље Центра ради едукације са режисерима и новинарима РТРС-а, у вези с тим како и на који начин да преносимо одређени садржај, као и обиљежавање значајних историјских датума, који се тичу страдања српског народа.
Са Министарством управе и локалне самоуправе Републике Српске Центар има потписан споразум о сарадњи везаној за Пројекат пописа евидентирања српских жртава. Министар управе и локалне самоуправе Републике Српске Лејла Решић и директор Републичког центра за истраживање рата, ратних злочина и тражење несталих лица Милорад Којић потписали су овај Споразум 8. маја 2017. године.
Такође у мају 2017. године, потписан је Споразум о сарадњи са Правним факултетом, Универзитета у Бањој Луци. Споразумне стране су се сагласиле да остваре пословну, педагошку и стручну сарадњу у циљу континуираног и практичног образовања студената у складу са потребама свих циклуса студија.

## Дани сјећања
Од почетка грађанских ратова на подручју бивше Југославије прошло је готово три деценије. Међутим, слика која је створена о ономе што се дешавало деведесетих година, прије свега, у свјетској јавности, потпуно је искривљена, недоречена, и за Србе неприхватљива. На страдања и огромну људску патњу, „сеобе” и почињене ратне злочине над Србима, гледа се једнострано и пристрасно, било да је ријеч о правном, историјском, а поготово политичком становишту. Поједностављивање догађаја у протеклом рату може да има далекосежне негативне посљедице по српски народа на овим просторима. Зашто не рећи да се у питање може довести и његов опстанак!
Због тога, Републички центар за истраживање рата, ратних злочина и тражење несталих лица у спроводи низ активности којима се обиљежава сјећање на страдања српског народа у 20 вијеку.
У свјетлу свега што се дешавало посљедњих година (а што је кулминација процеса који трају деценијама), било би пожељно изградити темељ разумијевања нас самих, Републике Српске и пројекције наше будућности на равни културног идентитета и животних вриједности. Такав приступ је кохезивни фактор свих наших снага и потенцијала, даје нам осно и простор за даље изграђивање Републике Српске.
Знамо да у ратовима највише страдају цивили, а тако је било и нарочито у 20 вијеку. Није нам намјера да оспоримо било чије жртве, него да предочимо чињенице и непобитне аргументе који иду у прилог тврдњама да је рат унесрећио Србе, барем у оној мјери у којој су страдали и други народи у бившој Југославији, као и то да данашњи процеси и догађаји као и они из деведесетих година 20. вијека јесу резултата историјских процеса који трају већ деценијама, а поједини и вијековима. Злочини над Србима у Првом свјетском рату а посебно геноцид над Србима у независној Држави Хрватској дио су колективне свијести савјести српског друштва које су изродили импулс спрјечавања таквих ствари у деведесетим када је створена Република Српска и то не смијемо испуштати из историјског контекста. Због наведеног је од 2017. године једна од битних активности центра манифестација у организацији Републичког центра за истраживање рата, ратних злочина и тражење несталих лица под називом Дани сјећања.

## Дани сјећања 2017.
Републички центар за истраживање рата, ратних злочина и тражење несталих лица под покровитељством Предсједника Републике Српске организовао је меморијалну манифестацију „ДАНИ СЈЕЋАЊА” посвећену установљењу и унапређењу сјећања на жртве из Одбрамбено-отаџбинског рата.
Централни садржај, меморијална академија „Из сјећања по очима” одржана је у понедјељак, 13. март 2017. године у 18.00 часова у Народном позоришту Републике Српске.
У заједничкој организацији са бањалучким Универзитетом, Факултетом политичких наука и Правним факултетом одржана су два предавања:
- Дејтонски мировни споразум и Република Српска
- Искуства у раду Хашког трибунала

Премијера документарног филма Злочин без казне, који говори о страдању Срба средњег Подриња, одржана је у уторак, 14. март 2017. године у 18.00 часова у мултиплексу Палас, док је Промоција књиге Наша исповијест — жене жртве рата из Републике Српске, одржана је у Вијећници Културног центра Бански двор 15. март 2017. године у 18 часова.
РТРС је директно преносила меморијалну академију: Меморијална академија „Из сјећања по очима”

## Дани сјећања 2018.
Републички центар за истраживање рата, ратних злочина и тражење несталих лица организовао је од 17. до 18. априла 2018. године другу по реду манифестацију „ДАНИ СЈЕЋАЊА”, посвећену страдању дјеце у XX вијеку.
Страдање дјеце представља посебну категорију која свједочи о суровости починилаца. Дјеца страдала у ратовима првенствено су симболи бесмисла насиља, али и борбе за побједу живота. Страдање српске дјеце у ратовима XX вијека најбоље осликава тежину ситуација кроз која је прошао српски народ у цјелини.
У Бањалуци је одржана меморијална академија „Свако дијете — небо на земљи”, централни догађај манифестације „Дани сјећања” која је посвећена страдању српске дјеце у ратовима у 20. вијеку. Академији у Културном центру Бански двор присуствовали су и предсједник Републике Српске Милорад Додик који је покровитељ манифестације, предсједник Владе Републике Српске Жељка Цвијановић, министри Влади, народни посланици, члан Предсједништва БиХ из Републике Српске Младен Иванић. Скупу присуствовао и Његово преосвештенство епископ бањалучки Јефрем, генерални конзул Србије у Бањалуци Владимир Николић, председник Јеврејског културног центра у Бањалуци Арие Ливне, представници невладиних организација, потомци жртава, те бројне друге угледне личности.
У оквиру манифестације одржани су историјски часови за средњошколце у Националном парку Козара и Пребиловцима.
Документарно-филмски дио програма обухватао је приказивања филмова.
- У Бањалуци у Цинеплексу Палас одржана је претпремијера документарног филма „Дианина дјеца”, ауторке Слађане Зарић, у продукцији Радио-телевизије Србије, који говори о Диани Будисављевић, и њеној акцији спашавања српске дјеце из логора Независне Државе Хрватске.[20]
- Пројекција документарног филма и предавање „Дневник ратног хирурга” о доктору Миодрагу Лазићу. Он је на промоцији говорио о својим искуствима у болници „Жица” и страдању дјеце у рату у Српском Сарајеву.[21]
- Пројекција документарног филма „Споменко на вјечној стражи” аутора Милета Савића одржана је у Зворнику у Дому омладине.[22]

У Културном центру у Источном Новом Сарајеву, у сарадњи са ОШ Свети Сава 19. априла одржана је академија под називом: „Дјецу вам нећу опростити”
РТРС је директно преносила меморијалну академију: Меморијална академија „Свако дијете — небо на земљи”

## Дани сјећања 2019.
У оквиру манифестације „Дани сјећања“ у организацији Републичког центра за истраживање рата, ратних злочина и тражење несталих лица у Дрвару је у суботу, 13. септембра 2019. године одржана централна академија под називом „Крајино моја“, којој су присуствовали члан Предсједништва БиХ Милорад Додик и предсједник Србије Александар Вучић. Ова академија је била посвећена страдању Срба у 20. вијеку и са посебним освртом на страдање Срба у западнокрајишким општинама. Претходно вече, 12. септембра у Радничком дому у Дрвару је отворена изложба о ратним злочинима над Србима 1991. 1995 под називом "Опомена", пројекат Републичког центра за истраживање рата, ратних злочина и тражење несталих лица чији су аутори Предраг Лозо и Драгослав Илић. Изложби је присуствовао велики број Дрварчана, али и становника других западнокрајишких општина, а историјски час након отварања изложбе од стране директора Центра мр Милорада Којића одржао је проф. др Горан Латиновић проректор Универзитета у Бањој Луци. Изложбу су наредни дан под стручним вођењем професора Латиновића обишли и предсједници Србије и Републике Српске.
РТРС је директно преносила меморијалну академију: „Крајино моја“